# SAS Braathens
SAS Braathens – nieistniejąca norweska linia lotnicza z siedzibą w Oslo. Została utworzona w 2004 przez Scandinavian Airlines System i Braathens. Linia została zlikwidowana w 2007. Głównym węzłem był port lotniczy Oslo-Gardermoen.